# Fiat Tipo 4
La Fiat Tipo 4 è un'autovettura di lusso costruita dalla FIAT dal 1910 al 1918. È stata anche conosciuta come “Fiat 30-45 HP”.

## Il contesto
Era equipaggiata da un motore con quattro cilindri, e 5699 cm³ di cilindrata, erogante 45 CV di potenza. Aveva un cambio a quattro rapporti più la retromarcia. Raggiungeva i 95 km/h.
La “Tipo 4” era una vettura di gran lusso appartenente ad una gamma molto alta. Dal 1915 fu installato un impianto elettrico da 12 V, sperimentale per l'epoca, che alimentava i tre fanali anteriori.
Un esemplare in versione torpedo (chiamata “Saetta del Re”) fu carrozzata adeguatamente per le visite del Re d'Italia, Vittorio Emanuele III, al fronte della prima guerra mondiale. Venne impiegata fino all'inizio della seconda guerra mondiale.